# Tuha Suwiek
Tuha Suwiek is een bestuurslaag in het regentschap Pidie van de provincie Atjeh, Indonesië. Tuha Suwiek telt 187 inwoners (volkstelling 2010).